# Geissanthus fallenae
Geissanthus fallenae är en viveväxtart som beskrevs av C.L. Lundell. Geissanthus fallenae ingår i släktet Geissanthus och familjen viveväxter. Inga underarter finns listade i Catalogue of Life.